# Krystyna Mrugalska
Krystyna Jagoda Mrugalska (ur. 2 października 1937 w Lublinie, zm. 29 listopada 2024) – polska działaczka społeczna i pedagog, założycielka i wieloletnia prezes Polskiego Stowarzyszenia na rzecz Osób z Upośledzeniem Umysłowym.

## Życiorys
Ukończyła na Uniwersytecie Warszawskim studia z zakresu pedagogiki specjalnej oraz wychowania muzycznego. W 1958 została nauczycielką w szkole muzycznej i jednocześnie w Zakładzie dla Niewidomych w Laskach. W 1960 urodziła niepełnosprawnego syna Grzegorza, trzy lata później zaczęła prowadzić aktywną działalność w dziedzinie rehabilitacji osób z upośledzeniem umysłowym.
W 1964 przy Towarzystwie Przyjaciół Dzieci z jej inicjatywy zorganizowano ruch rodziców osób z niepełnosprawnością intelektualną. Prowadziła pierwsze w Polsce grupy rytmiki leczniczej. W ramach pracy jako kierownik wychowania w domu pomocy społecznej dla dzieci z upośledzeniem umysłowym w Międzylesiu w pierwszej połowie lat 70. podejmowała pierwsze w Polsce próby wprowadzania nowatorskich zasad normalizacji życia. Od 1966 do 1980 była kierownikiem działu pomocy osobom z upośledzeniem umysłowym w zarządzie głównym TPD, zajmując się m.in. organizacją szkoleń rodziców, pedagogów i lekarzy, a także utworzeniem w 1978 pierwszego Ośrodka Wczesnej Interwencji według autorskiej koncepcji. Od 1980 do 1992 była kierownikiem Pracowni Rehabilitacji Upośledzenia Umysłowego w Instytucie Psychiatrii i Neurologii.
W 1991 zainicjowała utworzenie Polskiego Stowarzyszenia na rzecz Osób z Upośledzeniem Umysłowym, przez kilkanaście lat pełniła funkcję prezesa tej organizacji, następnie została jej prezesem honorowym. W 2003 była współzałożycielką Polskiego Forum Osób z Niepełnosprawnościami, którego została pierwszą przewodniczącą. W 2011 została przewodniczącą honorową PFON.
Pochowana na cmentarzu Wolskim w Warszawie.

## Odznaczenia i wyróżnienia
- Krzyż Komandorski z Gwiazdą Orderu Odrodzenia Polski (2013)[7][8]
- Krzyż Komandorski Orderu Odrodzenia Polski (1998)[9]
- Tytuł honorowego obywatela Zagórowa (2013)[1]
- Order Uśmiechu (2000)[10][11]
- Medal Świętego Jerzego (1998)[5]
- Nagroda RPO im. Pawła Włodkowica (2012)[12].
- Medal Świętego Brata Alberta (2019)[13]
- Medal „Fideliter et Constanter” przyznany przez ZG PSONI (nr 2, 1998)[14][15]